# Улица Нижний Вал (Киев, Подольский район)

Нижний Вал

Ни́жний Ва́л — улица в Киеве на Подоле. Соединена бульварной аллеей с Верхним Валом, находится на месте укреплений вдоль течения спрятанной в коллектор реки Глубочицы, между Глубочицкой и Набережно-Крещатицкой улицами, Вантовым мостом. Пересекается улицами: Костантиновская, Межигорская, Волошская, Почайнинская.
На Нижнем Валу обнаружены остатки усадеб X—XI ст., деревянных тротуаров. Со времён польского господства тут были владения католического епископа Бискупщина. В результате Освободительной войны XVII ст., земли передали Киевской метрополии, старое название было забыто.
Современная застройка Нижнего Вала — это преимущественно сооружения XIX — начала ХХ ст. Зданий, сооружённых позднее 1930-х годов — лишь несколько.
Верхний и Нижний Валы, скорее всего, подвергнутся сильным изменениям вследствие введения в эксплуатацию Подольско-Воскресенского мостового перехода. Рассматриваются разные способы расширения проезжей части улиц, вплоть до постройки эстакады. Один из наиболее вероятных для реализации проектов предусматривает поглощение пешеходной полосы зелёного насаждения асфальтовым покрытием.

## Транспорт
- Автобусы 53
- Трамваи 14, 18

## Телефонная нумерация
417-.., 425-..